# Accademia statale pedagogica del Kuzbass
L'Accademia statale pedagogica del Kuzbass (KuzGPA, in russo Кузбасская государственная педагогическая академия?, Kuzbasskaja gosudarstvennaja pedagogičeskaja akademija) conosciuta prima anche come Istituto universitario statale pedagogico di studi superiori di Novokuzneck o 'Università pedagogica di Stalinsk è un'università pubblica russa che si trova a Novokuzneck, nell'oblast' di Kemerovo, in Siberia sudoccidentale, in Russia. Il magnifico rettore è il Sergej Redlich.

## Storia
- 1º settembre 1939, fondazione dell'Università pedagogica di Stalinsk
- 1944, fondazione della facoltà di scienze naturali e geografiche
- 1952, fondazione della facoltà di lingue straniere (lingua inglese e tedesca)
- 25 giugno 1959, fondazione della facoltà di pedagogia (tra 4 primi facoltà pedagogiche dell'URSS) alla KuzGPA
- 1960, fondazione della facoltà di fisica e matematica
- 1977, fondazione della facoltà dello sport
- 1982, fondazione della facoltà di pedagogia e di istruzione elementare
- 1986, fondazione della facoltà di psicologia e di pedagogia infantile
- 12 novembre 2003, l'apertura del sito ufficiale della KuzGPA
- 18 mar 2014, incorporata come centro di formazione degli insegnanti nell'Università statale di Kemerovo

## Facoltà
L'accademia comprende attualmente le seguenti facoltà:

### Facoltà di tecnologie e economia
Specializzazioni: tecnologia e attività imprenditoriale

#### Dipartimenti
- Dipartimento di pedagogia
- Dipartimento di teoria economica generale
- Dipartimento di teoria e metodologia dell'insegnamento dell'attività imprenditoriale
- Dipartimento di materiali e dei basi dell'attività produttiva
- Dipartimento di scienza delle macchine

### Facoltà di scienze naturali e geografiche
Specializzazioni: geografia e biologia

#### Dipartimenti
- Dipartimento di anatomia e fisiologia dell'uomo e degli animali
- Dipartimento di botanica
- Dipartimento di geografia fisica
- Dipartimento di ecologia
- Dipartimento di geografia economica

### Facoltà di storia
Specializzazioni: storia

#### Dipartimenti
- Dipartimento di storia

### Facoltà di pedagogia e di istruzione elementare
Specializzazioni: istruzione musicale e pedagogia e metodologia dell'istruzione elementare

### Facoltà di psicologia e di pedagogia infantile
Specializzazioni: psicologia e pedagogia infantile e pedagogia infantile speciale e psicologia

### Facoltà di lingue straniere
Specializzazioni: lingua inglese e tedesca e lingua inglese e francese

#### Dipartimenti
- Dipartimento di lingue straniere
- Dipartimento di lingua inglese
- Dipartimento di lingua inglese e di metodologia dell'insegnamento della lingua inglese
- Dipartimento di lingua francese
- Dipartimento di lingua tedesca

### Facoltà di letteratura e lingua russa
Specializzazioni: lingua e letteratura russa e lingua e letteratura russa con la specializzazione aggiuntiva nella lingua della shoria

#### Dipartimenti
- Dipartimento di letteratura
- Dipartimento di lingua russa
- Dipartimento di teoria e metodologia dell'insegnamento della lingua russa
- Dipartimento di filosofia e scienze politiche
- Dipartimento di lingua e letteratura della shoria

### Facoltà dello sport
Specializzazioni: cultura fisica

### Facoltà di fisica e matematica
Specializzazioni: matematica e informatica, matematica e fisica, fisica e informatica, informatica e lingua inglese, pedagogia e psicologia, matematica e economia

#### Dipartimenti
- Dipartimento di informatica e macchine di calcolo
- Dipartimento di metodoogia dell'insegnamento di informatica
- Dipartimento di algebra e geometria
- Dipartimento di analisi matematica
- Dipartimento di fisica
- Dipartimento di metodoogia dell'insegnamento di fisica
- Dipartimento di psicologia

## Dipartimenti interfacoltà
- Cattedra di lingue straniere
- Cattedra di teoria economica generale
- Cattedra di pedagogia
- Cattedra di psicologia
- Cattedra di teoria e metodologia di istruzione professionale
- Cattedra di cultura fisica
- Cattedra di filosofia e delle scienze politiche

## Residenze universitarie dell'KuzGPA
- Residenza no.1
- Residenza no.2
- Residenza no.1a

## Conferenze organizzate dall'Accademia statale pedagogica del Kuzbass
- 1 - 4 novembre 2004 - Rivoluzioni e Guerre Civili nella Russia e in America: le analisi comparativa storica

## Dottorati di ricerca alla KuzGPA
Attualmente all'Accademia statale pedagogica di Kuzbass si preparano i dottori di ricerca in 11 specializzazioni.
La discussione finale dei lavori dei dottorandi si svolge presso i Consigli Valutativi di Mosca, San Pietroburgo, Brjansk, Tomsk, Novosibirsk.

## Accordi internazionali
- Università di Parigi – la Sorbona